# Bonifácio III de Monferrato
Bonifácio III de Monferrato ou Bonifácio III Paleólogo, em italiano Bonifacio III Paleólogo (1424 – 1494), foi um marquês de Monferrato da dinastia paleóloga.

## Biografia
Era filho de João Jaime de Monferrato (1395 – 1445), e de Joana de Saboia (1392 – 1460), filha de Amadeu VII de Saboia, tendo sucedido a seu irmão Guilherme VIII de Monferrato que se envolvera na Guerra de Ferrara, também denominada Guerra do Sal. Mas o conflito acabou por se resolver subitamente na frente oriental, e Bonifácio tem que fazer frente ao avanço dos Saboia, com quem estabelece um tratado de não agressão, selado pelo casamento de sua sobrinha Branca de Monferrato (Bianca) com o duque Carlos I de Saboia.
Bonifácio acabou por reconhecer a Carlos I o direito à sucessão no Monferrato no caso dele morrer sem herdeiros masculinos. Uma das razões para esta decisão foi o brutal assassínio de Scipione Paleólogo, filho ilegítimo de João IV de Monferrato, em Casale Monferrato, perpetrado por Ludovico II de Saluzzo, um parente dos marqueses de Monferrato e, também ele, um candidato à sucessão.
Bonifácio acabou por se aliar à casa de Saboia na guerra que deflagrou em 1486 contra Saluzzo, ocupando vários territórios na região de Langhe pertencentes a Ludovico II.
Com a morte de Bonifácio, sucede-lhe o filho mais velho, Guilherme IX, que não foi contestado nem pelos governantes de Saluzzo, nem pelos Saboia.

## Casamentos e descendência
Bonifácio casou-se três vezes, com:
- Orvietana Fregoso, filha de Pietro Fregoso, doge de Génova, sem descendência;
- Elena de Brosse, filha de João II de Brosse, também sem descendência;
- Maria Branković (Ohrid, 1466 – Casale, 27 de agosto de 1495), filha de Estêvão Branković, casamento realizado em Innsbruck, em 8 de julho de 1485, e de quem teve dois filhos:

1. Guilherme IX de Monferrato (1486 – 1518), marquês de 1494 a 1518;
2. João Jorge de Monferrato (1488 – 1533), o último marquês Paleólogo, de 1530 a 1533.